# ISO/CEI 7810
L’ISO/CEI 7810 est une norme internationale qui définit quatre formats pour des cartes d'identité ou d'identification : ID-1, ID-2, ID-3 et ID-000.

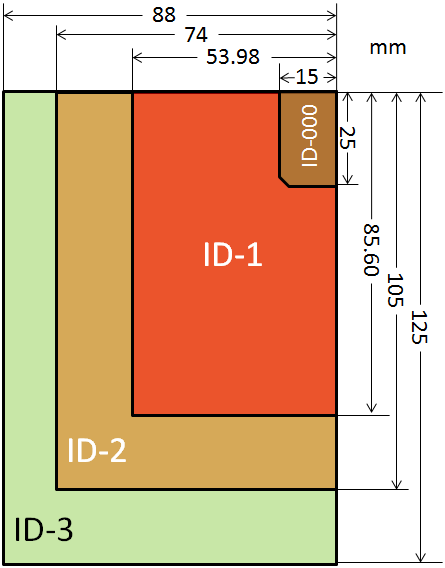
Illustration des formats des cartes, selon ISO/IEC 7810

## ID-1
Le format ID-1 répond aux dimensions 
85,60 × 53,98 × 0,76 mm (ou 3,370 × 2,125 × 0,030 in). L'unité d'origine de ce format, du système impérial, est le pouce (noté ″ ou in de l'anglais inch); les dimensions en millimètres (du Système international d'unités) en ont été définies par conversion. Le format ID-1 est souvent utilisé pour les cartes bancaires (cartes de crédit, cartes de débit, cartes de retrait, etc.), désigné habituellement par CR-80. Ce format est également plébiscité pour les cartes de fidélité et plus généralement les cartes de visite.
D'aucuns ont pu déceler dans le format de ces cartes une matérialisation du rectangle d'or. Cela ne semble pas vraisemblable à Nikos Salingaros qui y voit une légende populaire (popular misconception) ; le rapport 85,60/53,98 (1,59) diffère en effet de plus de 2 % du nombre d'or (1,62), ce qui est très significatif compte tenu de la précision des technologies contemporaines.
Certains pays y ont également recours pour leurs documents de permis de conduire (États-Unis, Canada, Norvège, Suisse, Bangladesh et l'ensemble des pays de l'Union européenne).
Il est plus allongé et légèrement plus grand que le format A8 (74 × 52,5 mm soit 1,410/1). 
- ISO 7813 (en) précise des caractéristiques supplémentaires du format ID-1 des cartes bancaires en plastique, notamment une épaisseur de 0,76 mm (1⁄32 pouce) et des coins arrondis avec un rayon de 3,18 mm (1/8 pouce).
- ISO 7811 (en) définit les traditionnelles techniques d'enregistrement des données sur les cartes d'identification, notamment les caractères en reliefs et les multiples formats d'enregistrement par bande magnétique.
- ISO 7816 est réservé aux cartes avec une puce incorporée, connues sous le nom de cartes à puce. Les parties 1 à 3 concernent exclusivement les cartes possédant une connectique pour une alimentation électrique, une horloge et des fonctions de réinitialisation.
- ISO 14443 définit les cartes à puce avec une antenne permettant l'alimentation et la communication par couplage inductif à 13,56 MHz (voir également : radio-identification). Ensuite, l'Organisation de l'aviation civile internationale (OACI) a précisé des standards pour les documents de voyage lisible à distance (MRTD, pour l'anglais Machine Readable Travel Documents) selon la norme ISO 14443 où le stockage des données biométriques est protégé par un format de fichier signé et chiffré.

## ID-2

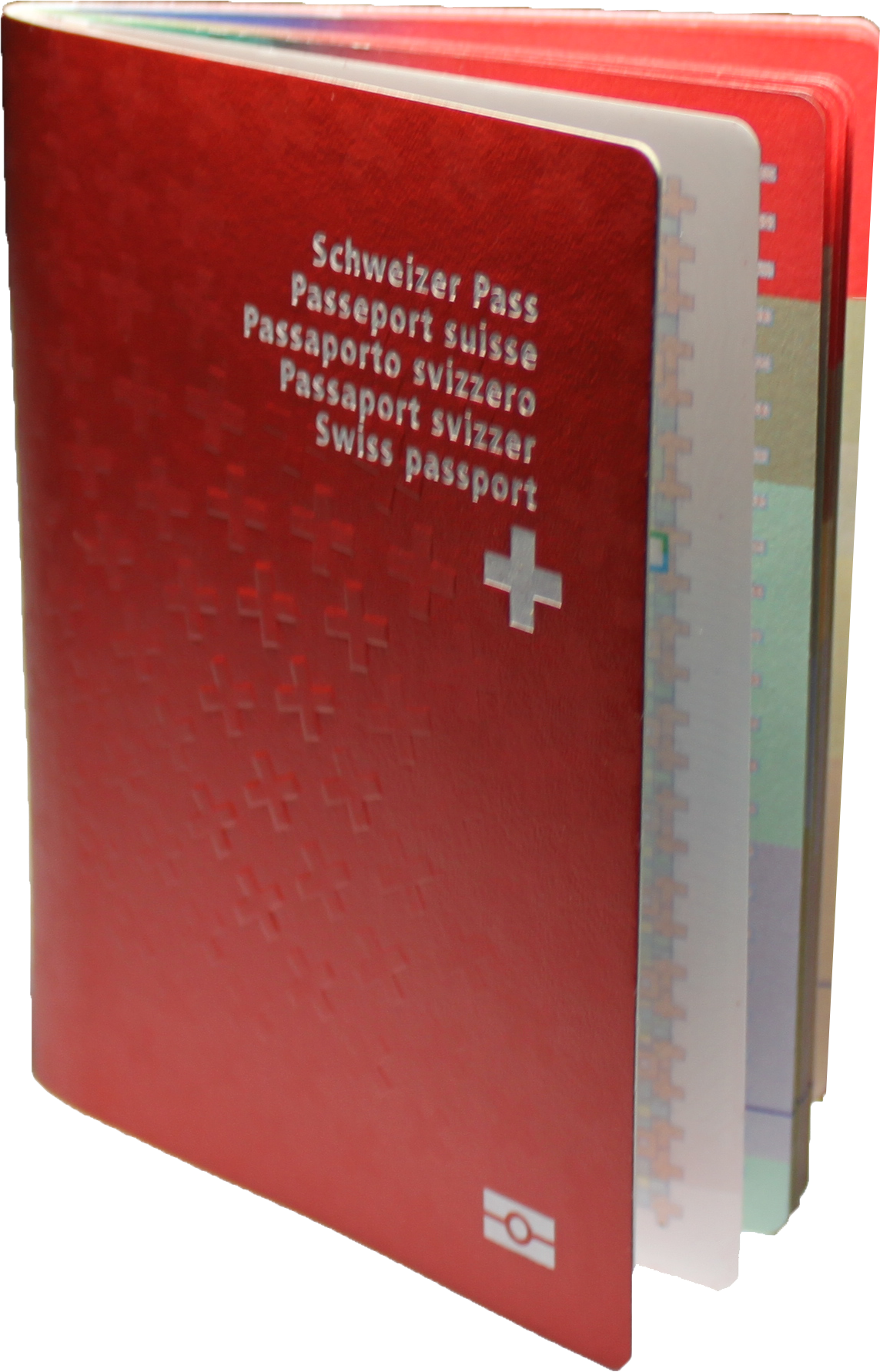
Passeport suisse 06.

Le format ID-2 spécifie des dimensions de 105 × 74 mm. Cette taille renvoie au format A7. Le format ID-2 était utilisé, par exemple, pour les cartes nationales d'identité française (CNI), jusqu'à leur adaptation au format ID-1 européen à partir de mai 2021. Ce format légèrement plus large autorise suffisamment de place pour y incorporer une photographie faciale, et demeure suffisamment compact pour être transporté dans un portefeuille.

## ID-3
Pour les articles homonymes, voir ID3.
L'ID-3 spécifie des dimensions de 125 × 88 mm, c'est-à-dire celles du format B7. Ce format est utilisé mondialement pour les documents de voyage tels que les passeports et les visas.

## ID-000
ID-000 répond au format de 25 × 15 mm. Ce format est utilisé pour les cartes SIM (format « mini SIM » – 2FF).